# The Perfect Kiss
"The Perfect Kiss" é uma música  do grupo inglês de rock e música eletrônica New Order, lançada como single em 1985. Faz parte do álbum Low-Life de 1985. A música também aparece em várias compilações do grupo, como Substance, International e Singles.

## Sobre a música
"The Perfect Kiss" foi inicialmente lançada como single, em vinil de 12 polegadas, e posteriormente figurou no álbum Low-Life, lançado em maio do mesmo ano. É uma das músicas mais famosas do New Order e possui um arranjo bastante complexo que inclui uma série de métodos que normalmente não são usados pela banda.
O clipe da música foi dirigido por Jonathan Demme, diretor do filme O Silêncio dos Inocentes.

## Faixas do Single
| Vinil 7 polegadas |                     |                |         |  |
| N.º               | Título              | Compositor(es) | Duração |  |
| 1.                | "The Perfect Kiss"  | New Order      | 4:51    |  |
| 2.                | "The Kiss of Death" |                | 7:19    |  |

| Vinil 12 polegadas |                     |                |         |  |
| N.º                | Título              | Compositor(es) | Duração |  |
| 1.                 | "The Perfect Kiss"  | New Order      | 8:46    |  |
| 2.                 | "The Kiss of Death" |                | 7:00    |  |
| 3.                 | "Perfect Pit"       |                | 1:24    |  |

## Recepção e crítica
A música alcançou o 5º lugar na Billboard Dance/Club Play Songs, passando 12 semanas na parada. No Reino Unido, "The Perfect Kiss" chegou ao 46º lugar da parada.